# Vladimír Vačkář
Vladimír Vačkář (* 6. Februar 1949 in Prostějov) ist ein ehemaliger tschechoslowakischer Bahnradsportler und vierfacher Weltmeister.

## Karriere
1972 startete Vladimír Vačkář bei den Olympischen Spielen in München im Sprint, wo er im Achtelfinale ausschied.
In den folgenden Jahren bildete Vačkář mit seinem Landsmann Miroslav Vymazal das erfolgreichste Duo im Tandemrennen. Viermal wurden die beiden Sportler gemeinsam Weltmeister: 1973 in San Sebastián, 1974 in Montreal, 1977 in San Cristóbal sowie 1978 in München. Zudem belegte das Tandempaar bei den UCI-Bahn-Weltmeisterschaften 1975 in Rocourt Platz zwei sowie Platz drei bei der Bahn-WM 1979 in Amsterdam. Die Chance, eine Goldmedaille bei Olympischen Spielen auf dem Tandem zu erringen, blieb den beiden Tschechoslowaken jedoch verwehrt, da diese Disziplin nach 1972 aus dem olympischen Programm genommen worden war. Auch national waren sie kaum zu schlagen. Gemeinsam wurden sie bei den heimischen Meisterschaften 1973 sowie von 1977 bis 1979 Titelträger. Vladimír Vačkář gewann zudem noch die Titel im Sprint 1970 und 1975. Bei den SKDA-Meisterschaften im Radsport 1973 gewann er den Sprint.
Fünfmal gewann Vačkář das Brünner Sechstagerennen: 1971 (mit Rudolf Enenkl), 1974 und 1974 (mit Milan Puzrla), 1978 (mit Jaroslav Bláha), 1979 (mit Miroslav Junec).

## Berufliches
Vladimír Vačkář studierte an der Fakultät für Körperkultur und Sport der Comenius-Universität Bratislava sowie an der Prager Karls-Universität, wo er die Trainerlizenz I. Klasse erwarb. Vačkář ist heute Cheftrainer des Jugendsportzentrums (SCM) beim SKC Prostějov.

## Ehrungen
Er wurde 1971 Gewinner der jährlichen Umfrage zum Král cyklistiky (Radsportkönig) des Radsportverbandes Československý svaz cyklistiky.